# ROH 드리븐
드리븐(Driven)은 링 오브 오너(ROH)가 주관한 월간 페이퍼뷰로 2007년과 2008년 2년 동안 진행되었다.

## 결과

### 2007년
- 더 노 리모스 콥스 (로데릭 스트롱 & 데이비 리쳐즈 & 락키 로메로)가 딜릴리어스 & 리사일런스 (맷 크로스 & 에릭 스티븐스)와의 태그팀 경기에서 승리
- 클라우디오 캐스터그놀리가 맷 사이달에게 승리
- 나오미치 마루푸지가 BJ 휘트머와에게 승리
- 브렌트 얼브라잇이 펠레 프리모우에게 승리
- 브리스코 형제 (제이 & 마크)가 캐빈 스틴 & 엘 제네리코와의 RoH 월드 태그팀 타이틀 방어전에서 승리
- 타케시 모리시마가 지미 레이브와의 RoH 월드 헤비급 타이틀 방어전에서 승리
- 다크 매치 1 : 미네소타 홈 렉킹 크루((레이시 & 레인)가 데이지 헤이즈 & 미스치프에게 승리
- 다크 매치 2 : 나이젤 맥구이니스가 크리스 히어로에게 승리
- 다크 매치 3 : 타케시 모리시마가 아담 피어스와의 RoH 월드 헤비급 타이틀 방어전에서 승리
- 다크 매치 4 : 켄타가 브라이언 다니엘슨에게 승리
- 브라이언 다니엘슨이 나이젤 맥구이니스에게 승리

### 2008년
- 다크매치 1 : 어르니 오시리스가 프랭키 에리온에게 승리
- 다크매치 2 : 체이신 렌스가 그리즐리 레드우드에게 승리
- 다크매치 3 : 밥 에반스가 알렉스 페인에게 승리
- 오스틴 에지르가 딜리리어스에게 승리
- 사라 델 레이가 제이시 맥케이에게 승리
- 브렌트 얼브라잇 & 에릭 스티븐스가 스위트 & 소어 Inc (아담 피어스 & 에디 에드워즈)에게 승리
- 크리스 히어로가 제리 린에게 승리
- 브라이언 다니엘슨이 클라우디오 캐스터그놀리 , 고 시오자키와의 3자간 제거 경기에서 승리
- 브리스코 형제 (제이 & 마크)가 벌쳐 스쿼드 (러커스 & 직쏘) , YRR (제이슨 블레이드 & 캐니 킹) , 니크로 부쳐와의 태그팀 스크램블 경기에서 승리
- 다크매치 4 : 데이지 헤이즈가 멧디슨 이글스에게 승리
- 다크매치 5 : 레트 티튜스가 죠쉬 다니엘스에게 승리
- 나이젤 맥구이니스가 로데릭 스트롱을 꺾고 RoH 월드 헤비급 타이틀 방어에 성공함
- 캐빈 스틴 & 엘 제네리코가 에이지 오브 더 폴 (지미 제이콥스 & 타일러 블랙)을 꺾고 새로운 RoH 월드 태그팀 챔피언에 등극함